# ほくほくフィナンシャルグループ
株式会社ほくほくフィナンシャルグループ（英: Hokuhoku Financial Group, Inc.）は、富山県富山市に本社を置く金融持株会社。東証プライム市場と札証にそれぞれ上場している。

## 概要
傘下に、北陸3県を基盤とする北陸銀行（ほくぎん）と、北海道を基盤とする北海道銀行（道銀）がある、地銀総資産順位では第5位となる地方銀行グループである。統合当初は両行とも、平成バブルの崩壊に伴う財務悪化を引き起こした結果、公的資金注入を受けており、その処理が課題であった。地方銀行同士の合併や経営の統合はこれまでも数多くあるが、本店の所在地が遠隔地に在る統合は国内では初である。この為、統合当初は「飛地統合」などと呼ばれた。
この「飛地統合」の実現は、
- 高い収益力を持っているが北海道の営業を効率化したいほくぎん
- 北海道に密着しているが収益力の低い道銀

の思惑が相互補完の形で結実している。
また、ほくぎんが経営統合前より北海道内にも複数の支店を設けていたという事情も存在する。これは、北海道開拓において北陸3県の出身者が全体の1/4程度にも達しており、その便宜を図っていたものである。
統合から数年でほくほくFG全体の店舗網の合理化として、ほくぎんの北見・網走両支店を道銀に、また道銀の大阪支店を北陸銀行へ営業譲渡した。また道銀の東京支店を、ほくぎんの東京支店に実質的に統合した（なお東京支店は、その後の再開発により、日本橋室町三井タワーに再移転）。また荘内銀行の協力により、道銀の仙台支店も空中店舗化している。
経営努力の結果、2009年（平成21年）8月27日に公的資金を完済した。3日前の24日には、道銀の小樽支店新店舗がほくぎんの小樽支店隣で開店しており、その後、旧店舗跡地を両行共同の駐車場「ほくほくパーキング」とした。
2013年には新幹線開業による東北地方との経済交流促進や、東日本大震災（特に福島第一原子力発電所事故）の北海道内避難者に対する金融面からのサポートを行うべく北海道銀行が七十七銀行・東邦銀行・岩手銀行など東北地方の地銀10行と業務提携を締結するなど他行との共同事業にも積極的である。

## 沿革
- 2003年（平成15年）9月26日 - 北陸銀行（ほくぎん）の単独株式移転により、株式会社ほくぎんフィナンシャルグループを設立。東証と大証の各第一部市場に上場。
- 2004年（平成16年）8月31日 - 大証より上場廃止。
- 2004年（平成16年）9月1日 - 北海道銀行（道銀）との経営統合。道銀を株式交換で完全子会社ののち、商号を、株式会社ほくほくフィナンシャルグループに変更。札証に新規上場。
- 2009年（平成21年）3月 - 北銀資産管理の清算結了。
- 2009年（平成21年）6月 - 北銀オフィス・サービスの清算結了。
- 2009年（平成21年）9月 - 北銀コーポレートの清算結了。
- 2009年（平成21年）8月27日 - 公的資金を完済。
- 2010年（平成22年）3月 - 連結子会社のほくぎんが北銀不動産サービスを吸収合併。
- 2013年（平成25年）7月 - Hokuriku International Cayman Limitedの清算結了。
- 2017年（平成29年) 1月4日 - 東海東京フィナンシャル・ホールディングスと共同で、ほくほくTT証券を開業[1][2][3]。
- 2028年（令和10年）9月 - 富山駅北にて2025年（令和7年）8月1日より建設される（同年7月30日に地鎮祭）地上13階地下1階建てのほくほくフィナンシャルグループの新本社ビルが竣工し、2028年12月に営業開始する（予定）[4][5]。

## 関連会社

### 連結子会社
- 株式会社北陸銀行
- 株式会社北海道銀行
- 北銀リース株式会社
- 株式会社北陸カード
- 北陸保証サービス株式会社
- 北銀ソフトウエア株式会社
- ほくほく債権回収株式会社
- 北銀ビジネスサービス株式会社
- 道銀ビジネスサービス株式会社
- 道銀カード株式会社
- 株式会社道銀地域総合研究所
- ほくほくTT証券株式会社（東海東京フィナンシャル・ホールディングスとの合弁）

### 持分法適用関連会社
- ほくほくキャピタル株式会社